# Franz Caspar Schnitger
Franz Caspar Schnitger (getauft 15. Oktober 1693 in Neuenfelde; begraben 5. März 1729 in Zwolle) war ein deutscher Orgelbauer, der in den Niederlanden wirkte.

## Leben
Franz Caspar Schnitger war einer der Söhne des berühmten Orgelbauers Arp Schnitger. Nach dessen Tod 1719 verlegten er und sein Bruder Johann Jürgen (Georg) (1690– 1734 oder später) die Werkstatt in die Niederlande und ließen sich zunächst in Zwolle nieder. Dort vollendeten sie den noch von Arp Schnitger geplanten großen Neubau (1719–1721) der Orgel der Sint-Michaëlskerk in Zwolle.
Franz Caspar Schnitger heiratete im Januar 1720 in Hamburg Anna Margreta Debbert, die Tochter eines Ratsherren aus Usedom, und hatte mit ihr zwei Söhne und zwei Töchter. Die ersten drei wurden in Zwolle geboren, der jüngste Sohn Frans Casper Snitger (1724–1799) in Alkmaar. Nach dem frühen Tod von Franz Caspar Schnitger d. Ä. übernahm dessen Meistergeselle Albertus Antonius Hinsz (Hinsch, Hints) dessen Werkstatt und führte die Schnitger-Tradition fort. Hinsz heiratete 1732 Franz Caspars Witwe und wurde so zum Stiefvater von Frans Casper Snitger d. J. Dieser leitete die Werkstatt nach Hinsz’ Tod 1785 zusammen mit Heinrich Hermann Freytag. Dessen Sohn Herman Eberhard Freytag (1796–1869) wiederum war der letzte Vertreter der Schnitger-Schule in den Niederlanden, der die Tradition bis nach der Mitte des 19. Jahrhunderts aufrechterhielt, während sie in Deutschland nach dem Tod Arp Schnitgers und seiner unmittelbaren Schülergeneration weitgehend abbrach.

## Werkliste
Folgende Arbeiten sind von ihm nachgewiesen:
| Jahr      | Ort             | Kirche                         | Bild | Manuale | Register | Bemerkungen |
| --------- | --------------- | ------------------------------ | ---- | ------- | -------- | --- |
| 1709–1710 | Weener          | Evangelisch-reformierte Kirche |      | II/p    | 22       | F. C. Schnitger fertigte für diese Orgel das Gehäuse in Neuenfelde (heute II/P/29) → Orgel der Evangelisch-reformierten Kirche (Weener)                                                                                          |
| 1719–1721 | Zwolle (NL)     | Michaelskirche                 |      | IV/P    | 64       | Zusammen mit seinem Bruder Johann Georg Schnitger nach Plänen seines Vaters; zum Großteil erhalten → Orgel der Michaelskirche (Zwolle)                                                                                           |
| 1720      | Vollenhove (NL) | St. Nicolaaskerk               |      | II/p    | 19       | Eingreifender Umbau der Orgel von A. Bosch (1686) durch Schnitger; 1860 um Pedaltürme ergänzt (II/P/25) |
| 1720–1722 | Deventer (NL)   | Lebuinuskirche                 |      | III/p   | 35       | Umbau durch Schnitger, von dem noch 17 Register erhalten sind; 1836–1839 durch Johann Heinrich Holtgräve erweitert (III/P/45) |
| 1722      | Meppel (NL)     | Mariakerk                      |      | III/p   | 27       | Vollendung des Orgelneubaus durch Jan Harmens Kamp nach dessen Tod 1721; später umgebaut und erweitert (III/P/38); von Schnitger 2-3 Register erhalten                                                                           |
| 1723      | Duurswoude (NL) | Hervormde Kerk                 |      | I/P     | 10       | Ursprünglich gebaut als Geschenk für die Lutherische Kirche in Zwolle; 1917 nach Duurswoude verkauft |
| 1723–1725 | Alkmaar (NL)    | Laurenskerk                    |      | III/P   | 56       | Erweiterungsumbau; Großteil von Schnitger erhalten |
| 1728/1729 | Groningen (NL)  | Martinikerk                    |      | III/P   | 47       | Diese Erneuerungsarbeit wurde zwar von Schnitger begonnen, konnte aber nicht mehr von ihm fertiggestellt werden und wurde nach seinem Tod von Albertus Antonius Hinsz 1730 zu Ende geführt. → Orgeln der Martinikerk (Groningen) |